# 乌尔姆之战
乌尔姆之战（法語：Bataille d'Ulm）是1805年10月16日至19日之间，由拿破仑指挥的法国军队和哈布斯堡军队的一系列军事冲突，在乌尔姆战役结束时，拿破仑以最小的代价包围了卡尔·马克·冯·莱贝里希的哈布斯堡军队，并迫使其在巴伐利亚选侯国乌尔姆附近向法军投降。

## 背景
1805年，英国、奥地利帝国、瑞典、俄罗斯帝国组成第三次反法同盟，试图推翻拿破仑的法兰西第一帝国。当巴伐利亚选侯国选择支持拿破仑时，奥地利军队指挥官马克带领约有72,000人的奥地利人过早地向法军进攻，而此时反法同盟的俄罗斯军队仍在波兰行军。

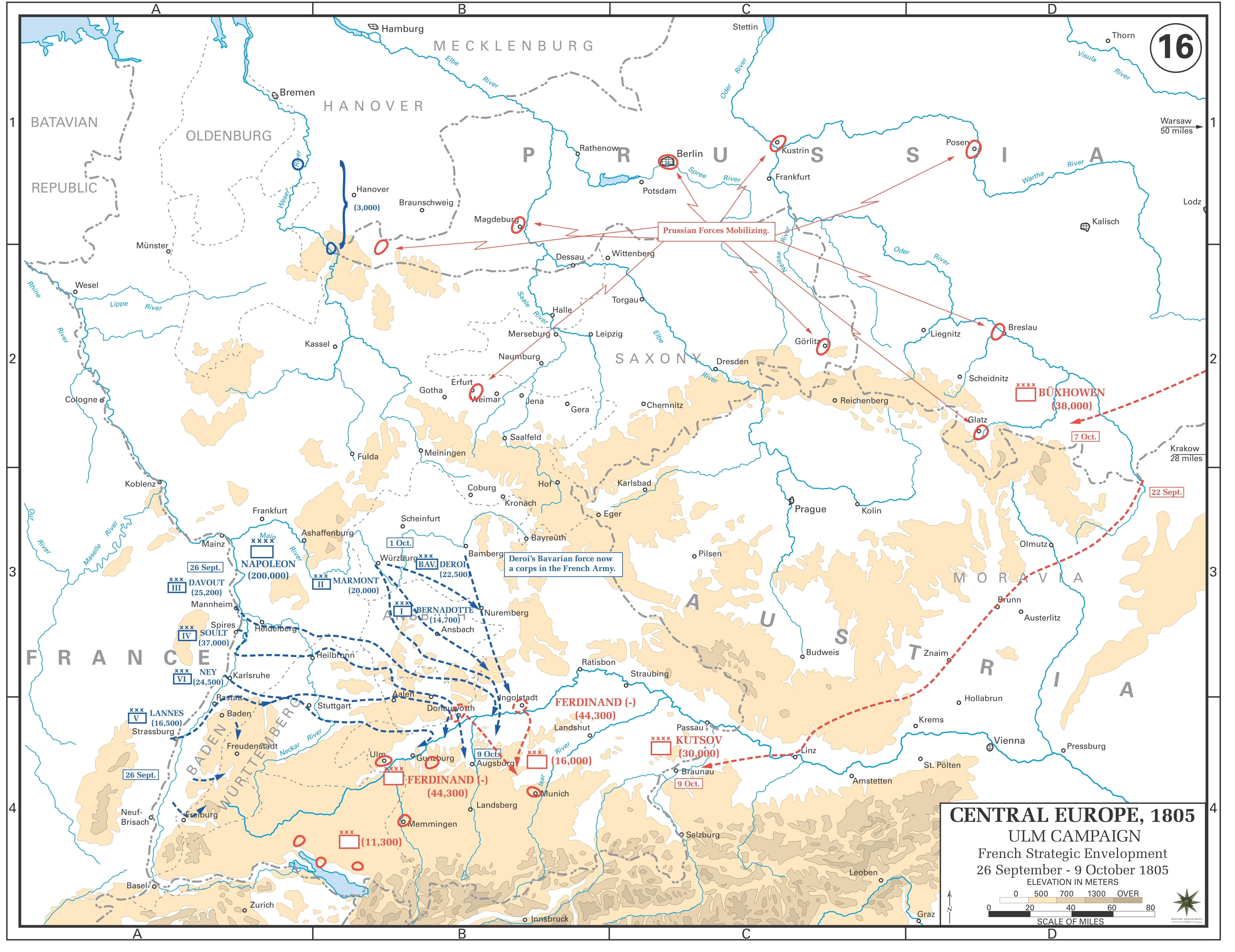
1805年10月的乌尔姆战役

奥地利人预测战争的主要战斗将发生在意大利北部，而不是德国境内，所以他们的目的只是为了保护阿尔卑斯山免受法国军队的攻击。
一个流行但未经证实的传说是奥地利人在当时使用公历，俄罗斯人则仍在使用儒略历，这意味着他们的日期不一致，并且在俄军抵达前线之前，奥地利军队就与法军发生了冲突。学者弗雷德里克·卡根（Frederick Kagan）将俄罗斯军队远远落后于奥地利军队的这种简单但不可能的解释斥为“一个奇怪的神话”。
拿破仑手下由177,000名法国士兵组成的大军团在滨海布洛涅集结，准备入侵英格兰。大军团于8月27日向南行军，并在9月24日就已经准备好从曼海姆穿越莱茵河到达斯特拉斯堡。越过莱茵河后，大部分法军组成一个巨大的向右侧行进的纵队使其多个军团可以同时到达多瑙河，面向南方。10月7日，马克得知拿破仑横渡多瑙河后绕其右翼行军，以切断其与经维也纳行军的俄军的联系。马克相应地改变了战线，将他的左翼部署在乌尔姆，右翼部署在雷恩，但法国人继续在诺伊堡、多瑙沃特和英戈尔施塔特渡过多瑙河。由于无法阻止法军渡河，米夏埃尔·冯·金迈尔指挥的奥地利军团放弃了沿河的阵地，逃往慕尼黑。
10月8日，弗朗茨·奥芬贝格的军队在韦尔廷根战役中被若阿尚·缪拉的法军骑兵军团和让·拉纳的第五军团摧毁。第二天，马克试图越过多瑙河向北移动。他在金茨堡之战中被仍在北岸作战的米歇尔·内伊的第六军的让-皮埃尔·菲尔明·马尔赫的军队击败。在行动中，法国人在南岸夺取了一座桥头堡。在首先撤退到乌尔姆后，马克试图向北突围。他的军队在10月11日的哈斯拉赫-容金根戰役中被皮埃尔·杜庞·德·以利堂的第六军团一些法国骑兵阻挡。
到了11日，拿破仑的军团组成一张大网，以诱捕马克的军队。 讓·德迪厄·蘇爾特的第四军团到达莱希河畔兰茨贝格并向东将马克从提洛伯切断。让-巴蒂斯特·贝尔纳多特的第一军团和路易·尼古拉·达武的第三军团在慕尼黑汇合。奥古斯特·德·马尔蒙的第二军团驻扎在奥格斯堡。缪拉、内伊、拉纳的军团和帝国卫队开始逼近乌尔姆。马克命令弗朗茨·冯·韦内克的军团向东北进军，而约翰·西吉斯蒙德·里施则在埃尔兴根掩护其右翼。奥军指挥官将弗朗茨·杰拉西奇的军团向南派往蒂罗尔，并让剩余的军队留在乌尔姆。

## 战斗

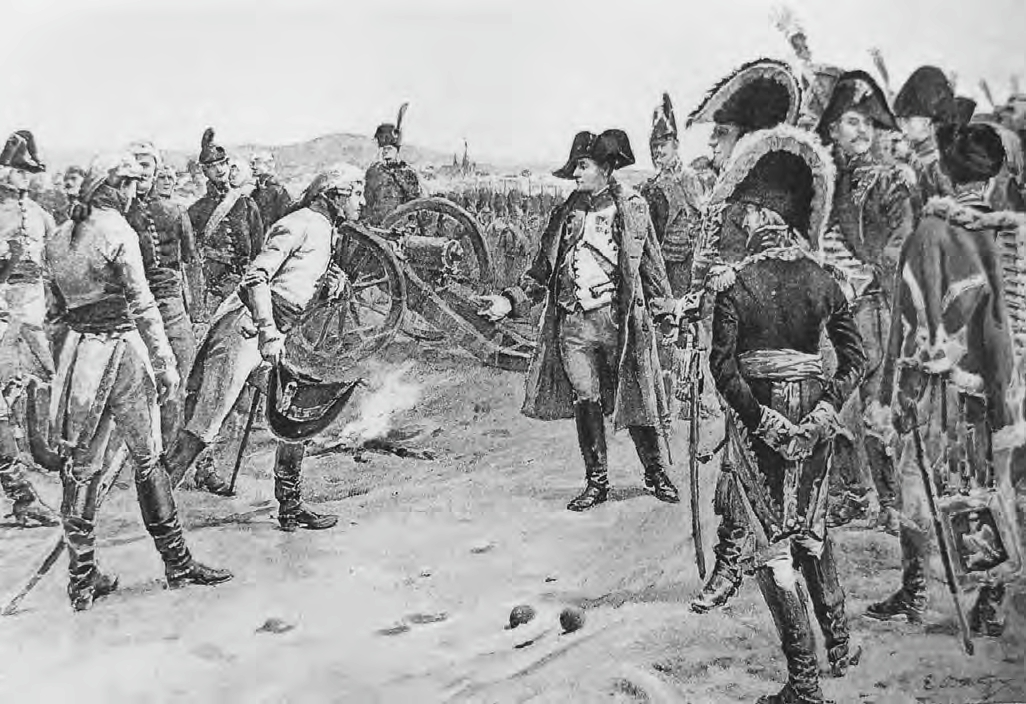
马克在乌尔姆向拿破仑投降

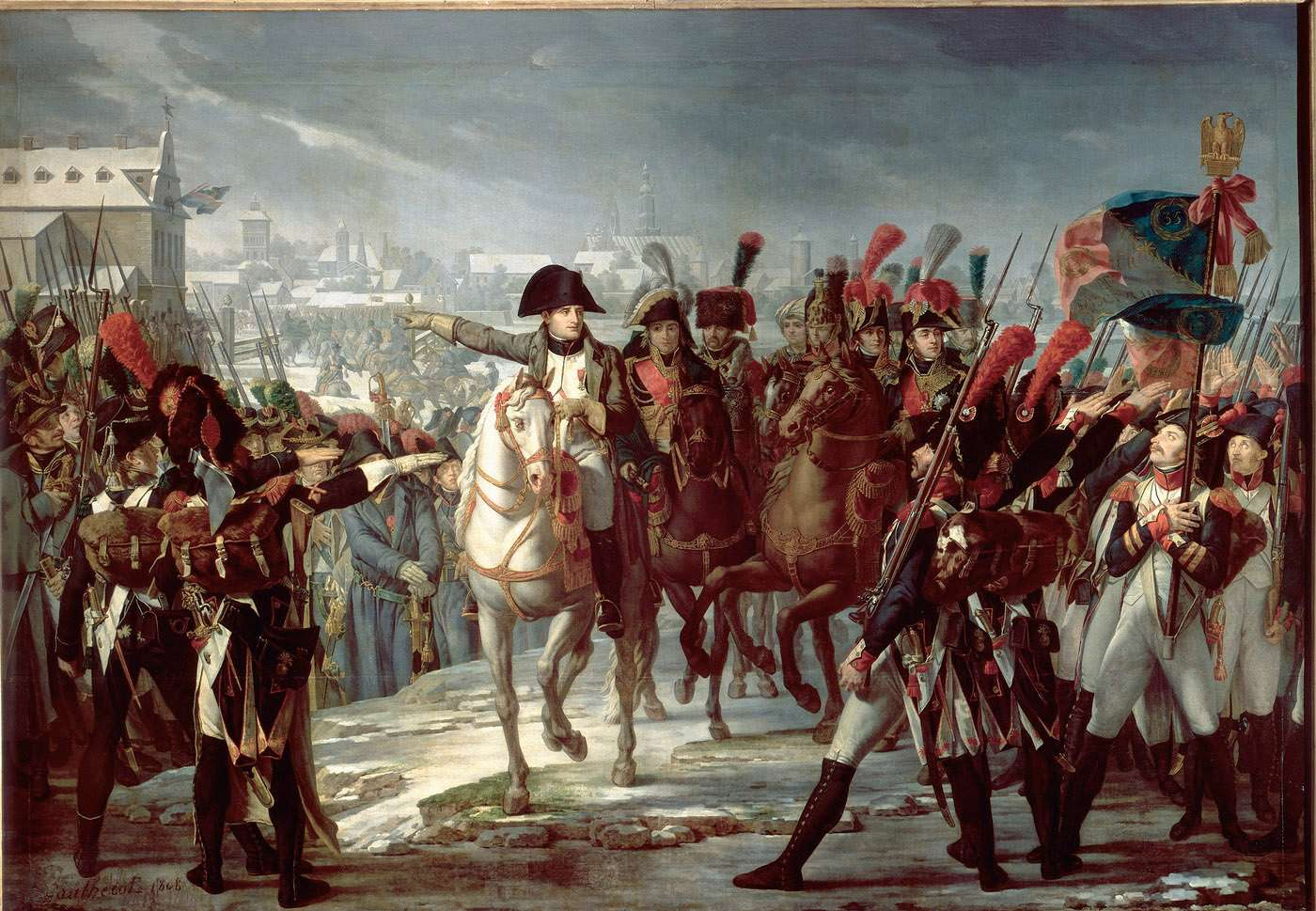
法军第二军团在奥格斯堡

10月14日，内伊在埃尔兴根战役中击溃了里施的小部队，并将残兵赶回乌尔姆。缪拉发现了韦内克的部队，并与他的骑兵展开追逐战。在接下来的几天里，韦内克的部队在朗格瑙、黑布雷希廷根、讷德林根和内雷斯海姆的一系列战斗中不堪重负。10月18日，韦内克带着剩余的部队向法军投降，只有斐迪南·卡尔·约瑟夫大公和其他几位将军带着大约1,200名骑兵逃往波希米亚。与此同时，苏尔特在梅明根戰役接受了4,600名奥军的投降，并转向马克的军队。杰拉西奇的部队躲过了苏尔特并逃往南方，但在11月中旬的多恩比恩议降中被皮埃尔·奥热罗迟到的第七军团追捕并俘虏。到10月16日，拿破仑在乌尔姆包围了马克的全军，四天后，马克带着25,000名士兵、18位将军、65门大炮和40面皇家旗帜投降了。
大约有20,000名奥军成功逃脱，10,000人阵亡或受伤，其余的被俘。大约有500名法国人阵亡，1,000人受伤，对于这样一场决定性的战斗来说，这个数字很少。在不到15天的时间里，大军团消灭了60,000名奥军和30名奥军指挥官。在投降时，马克献出了他的剑，并在拿破仑面前称自己为“不幸的马克将军”。马克在战后被军事法庭判处两年监禁。

## 战后

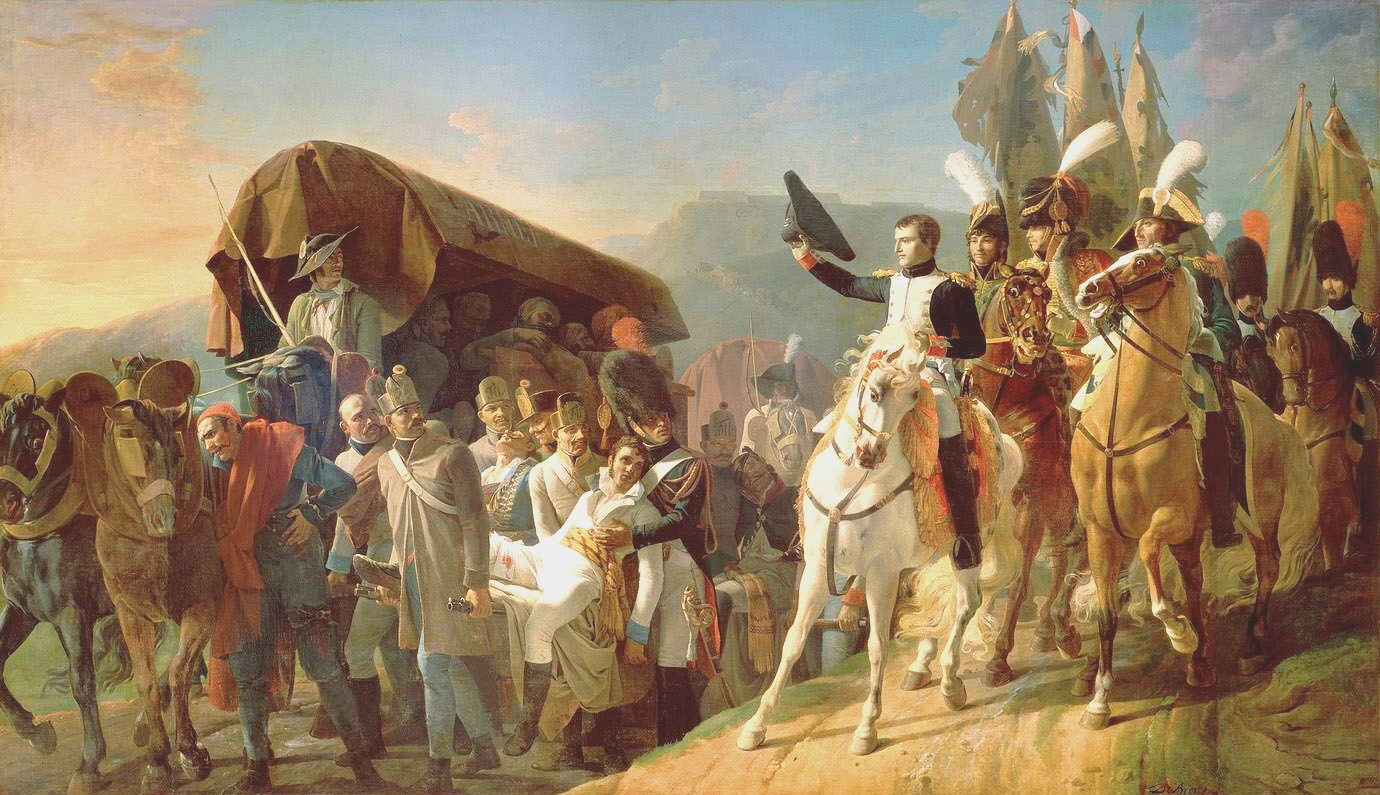
拿破仑一世在奥军投降后向负伤的奥军致敬

通过在乌尔姆击败奥地利军队，拿破仑确保了他在一个月后在维也纳的胜利。
与奥斯特利茨战役一样，乌尔姆战役至今仍在世界各地的军事学校教授，并继续影响当今的军事领导人，一个显着的例子是德国制定的施里芬计划。

## 注脚
1. 1 2  Fisher & Fremont-Barnes 2004，第41頁.
2. ↑  Maude 1912，第43–73頁，Chapter II. The French Army.
3. 1 2  Maude 1912，第1–43頁，Chapter I. The Austrian Army.
4. 1 2  Fisher & Fremont-Barnes 2004，第32頁.
5. 1 2 3  Nafziger 2002，第282頁，Ulm, Capitulation of. (-U-).
6. 1 2 3 4  Chandler 2009，第399頁，35. Strategic Triumph-Ulm (Part Seven. From the Rhine to the Danube).
7. 1 2 3  Maude 1912，第252–264頁，Chapter IX. Conclusion.
8. 1 2  Connelly 2012，第118–141頁，9. Subduing the European powers: Austerlitz – Jena-Auerstädt – Friedland, 1805–07.
9. ↑  Connelly 2012，第107–117頁，8. Marengo and the Grand Armée, 1800–1805.
10. ↑  Ralby, Aaron. Hamilton, Jill; Moore, Damien; Baile, Philippa; Youel, Duncan; Cardon, Nanette , 编. . Bath, England: Parragon/Moseley Road Inc. 2013: 274–278. ISBN 978-1-4723-1236-5.
11. ↑  Chandler 2009，第382頁，34. Plans and Preparations (Part Seven. From the Rhine to the Danube).
12. ↑  Schneid 2012，第35–50頁，3. The Campaigns.
13. ↑  .   [2022-01-07]. （原始内容存档于2021-12-28）.
14. ↑  Fisher & Fremont-Barnes 2004，第31頁.
15. ↑  Mikaberidze 2020，第173–187頁，Chapter 9. The Elephant Against the Whale: France and Britain at War, 1803–1804.
16. 1 2 3  Chandler 2009，第382–389頁，34. Plans and Preparations (Part Seven. From the Rhine to the Danube).
17. 1 2  Chandler 2009，第390–401頁，35. Strategic Triumph-Ulm (Part Seven. From the Rhine to the Danube).
18. ↑  Chandler 2009，第186頁，16. Grand Tactics on the Battlefield (Part Three. Napoleon's Art of War).
19. ↑  Mikaberidze 2020，第188–227頁，Chapter 10. The Emperor's Conquest, 1805–1807.
20. ↑  Forster Groom & Co. Ltd.   (Military map). . 1:1,600,000. Whitehall Campaign Series. Cartography by Forster Groom & Co. Ltd. London: Forster Groom & Co. Ltd. 11. 1912  [2021-10-06]. （原始内容存档于2021-10-07） –Trove (澳洲国立图书馆).
21. 1 2 3  Chandler 2009，第400頁，35. Strategic Triumph-Ulm (Part Seven. From the Rhine to the Danube).
22. ↑  Gerges, Mark T. Leggiere, Michael V.; DeVries, Kelly; France, John; Neiberg, Michael S.; Schneid, Frederick , 编. . History of Warfare 110 1st. Leiden, South Holland, Netherlands: Brill Publishers. 2016: 221–2482020-11-26  [2022-01-07]. ISBN 978-90-04-43441-7. LCCN 2015042278. doi:10.1163/9789004310032_007. （原始内容存档于2021-10-24）.
23. ↑  Horne 2012，第105頁，7. Ulm: 2 September–21 October (Part Two: Austerlitz).
24. ↑  Blond, G. La Grande Armée. Castle Books, 1979. p. 59.
25. ↑  Haythornthwaite 1995，第68頁.
26. 1 2  Horne 2012，第116–128頁，8. On to Vienna and Austerlitz: 21 October–28 November (Part Two: Austerlitz).
27. ↑  Macgregor, Douglas A. Lloyd J. , 编.  (PDF). United States Army War College (USAWC). Parameters: Journal of the US Army War College (Carlisle Barracks (Carlisle, Pennsylvania): United States Department of Defense). 1 December 1992, XXII (4): 33–46  [2022-01-07]. ISSN 0031-1723. （原始内容存档 (PDF)于2021-12-08）.
28. ↑  Allsbrook, John T. Dustin , 编. . Inquiries Journal (Boston, Massachusetts, United States: Inquiries Journal/Student Pulse LLC/Northeastern University): 1–2. ISSN 2153-5760. （原始内容存档于2016-10-06）.
29. ↑  Thompson, Philip S.  (报告). United States Army Command and General Staff College: 11–23. 1991-04-09.
30. ↑  Brooks 2000，第156頁
"It is a historical cliché to compare the Schlieffen Plan with Hannibal's tactical envelopment at Cannae (216 BC); Schlieffen owed more to Napoleon's strategic maneuver on Ulm (1805)"

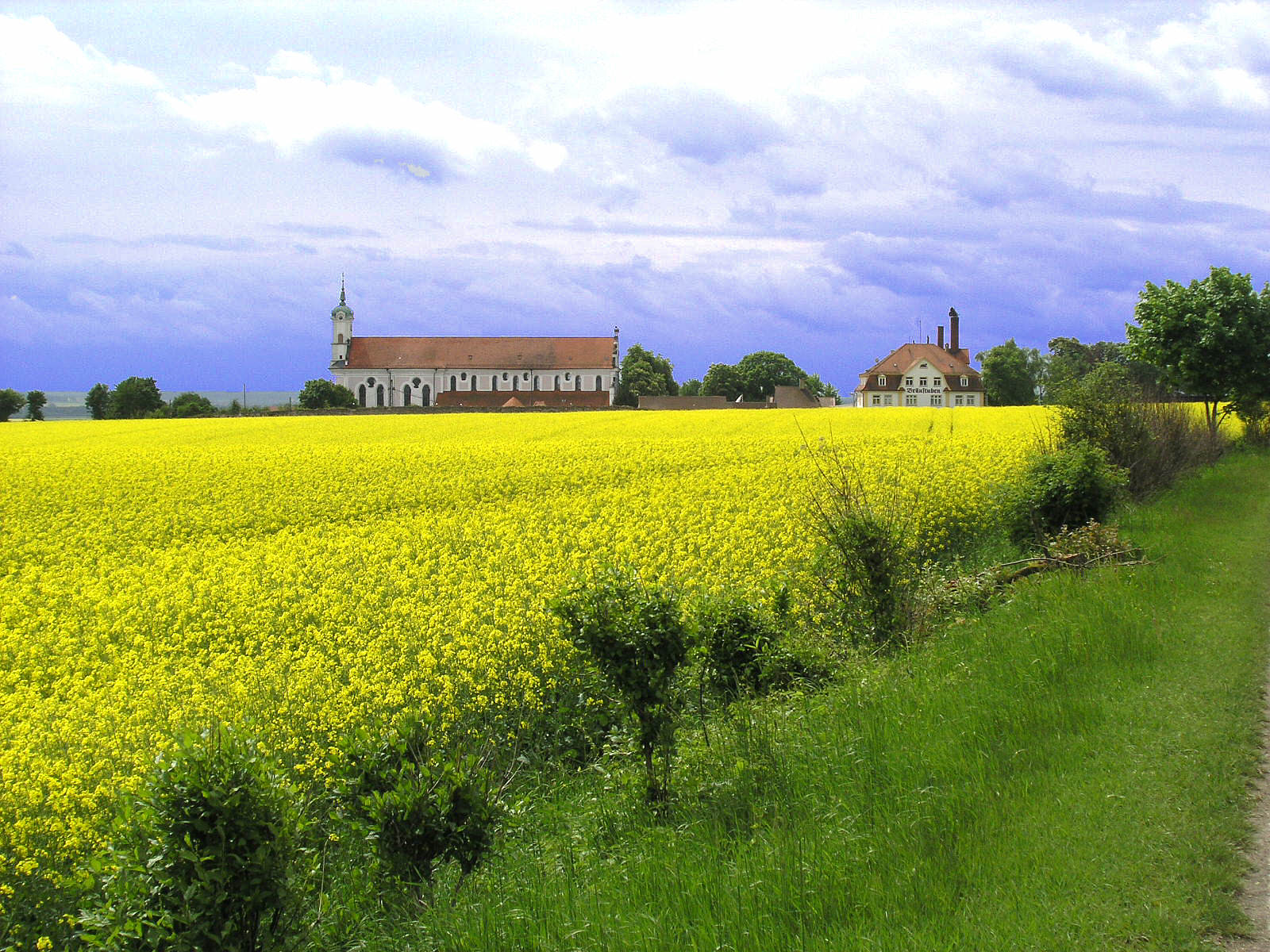
位于埃尔兴根修道院附近的埃尔兴根战役遗址